# Sudice
Sudice (deutsch Zauditz) ist eine Gemeinde im Okres Opava in Tschechien. Sie gehört zur Region Mährisch-Schlesien.

## Geografie
Sudice liegt im nördlichen Zipfel des Hultschiner Ländchens an der Bilawoda, unmittelbar an der Staatsgrenze zu Polen. Polnischer Nachbarort ist das einen Kilometer entfernte Klein Peterwitz.

## Geschichte

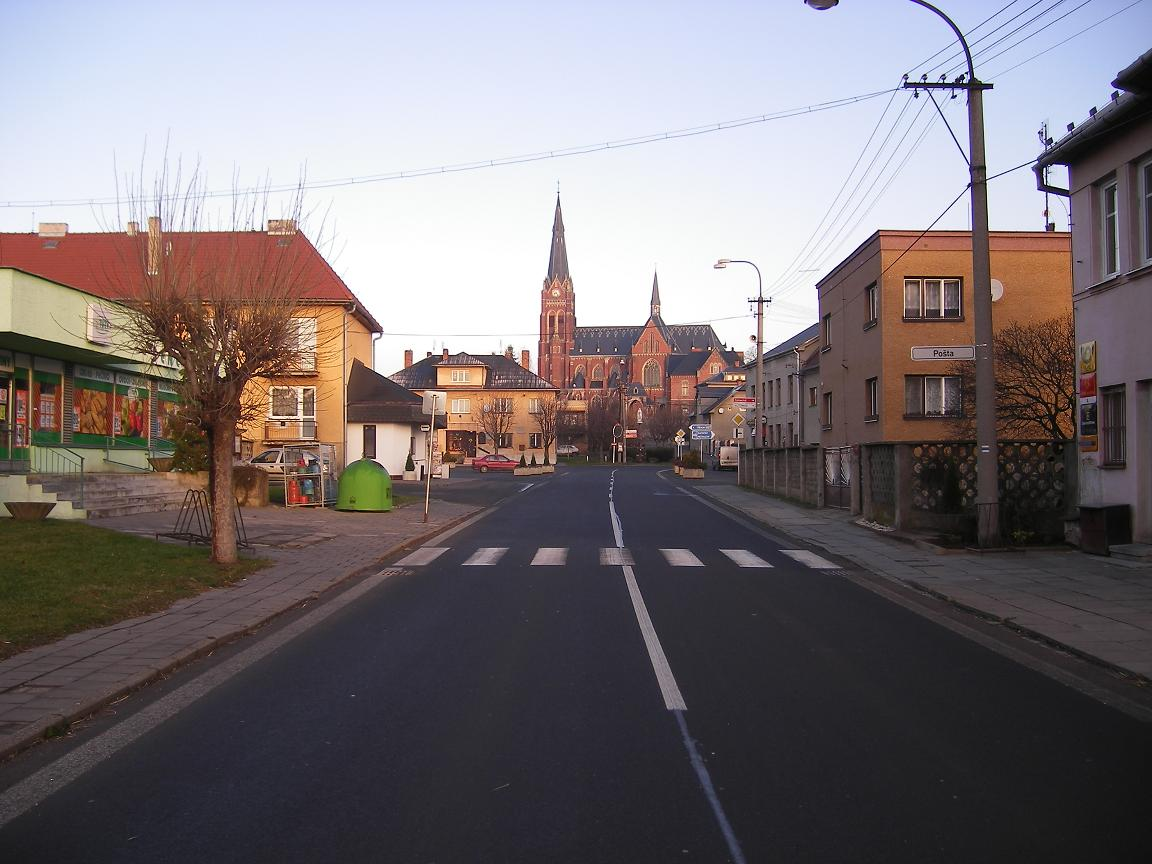
Hauptstraße

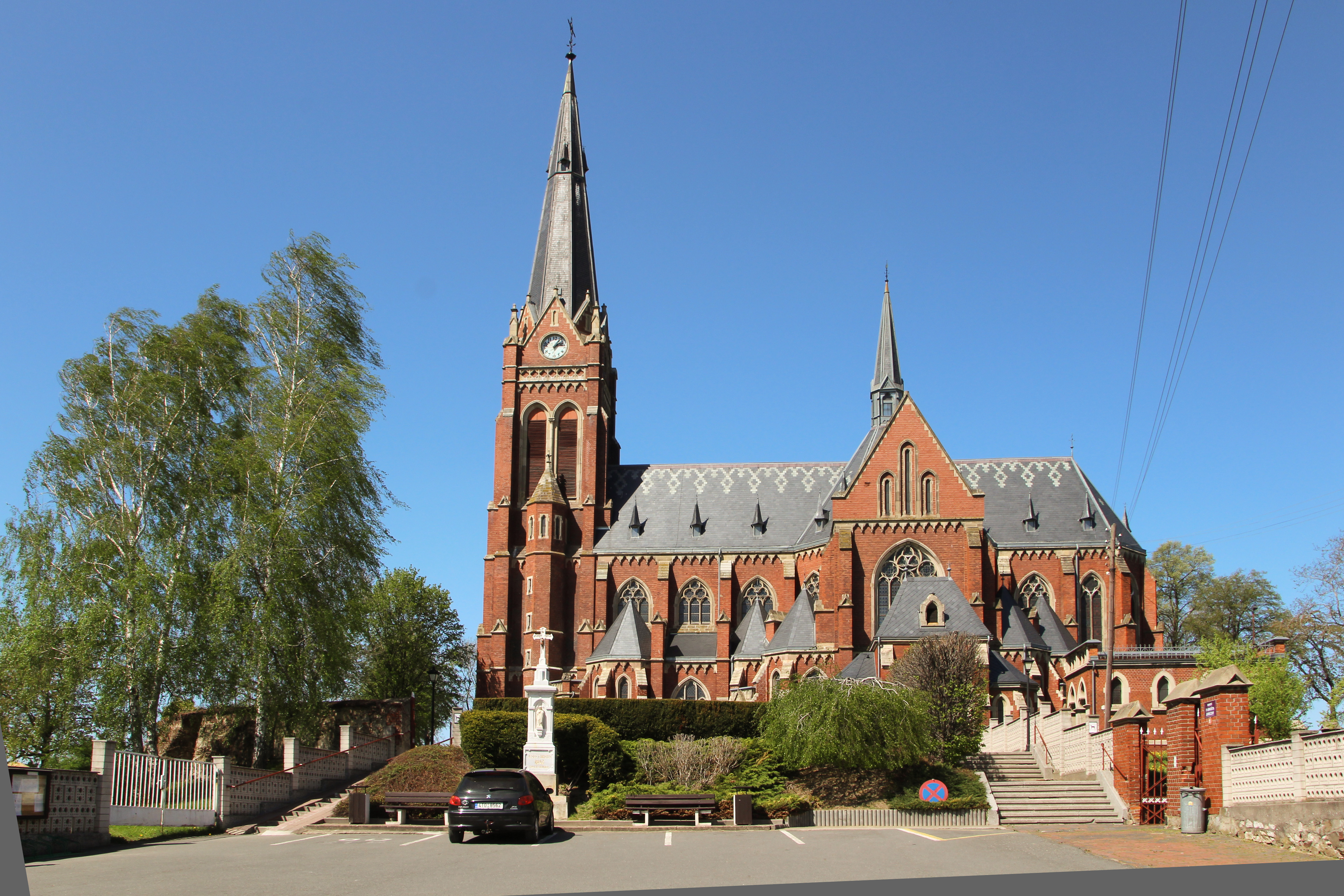
Katholische Pfarrkirche St. Johannes der Täufer

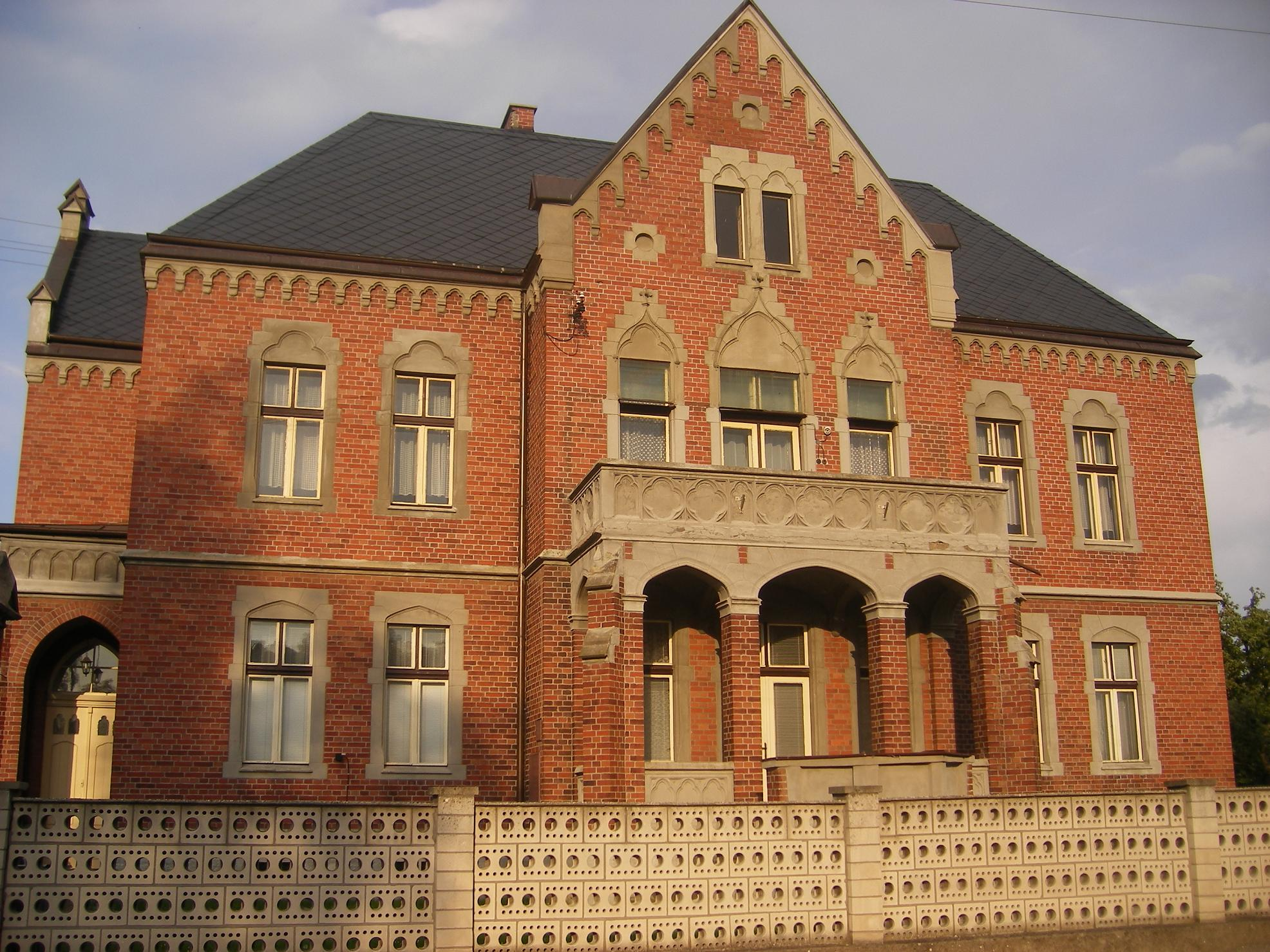
Katholisches Pfarrhaus

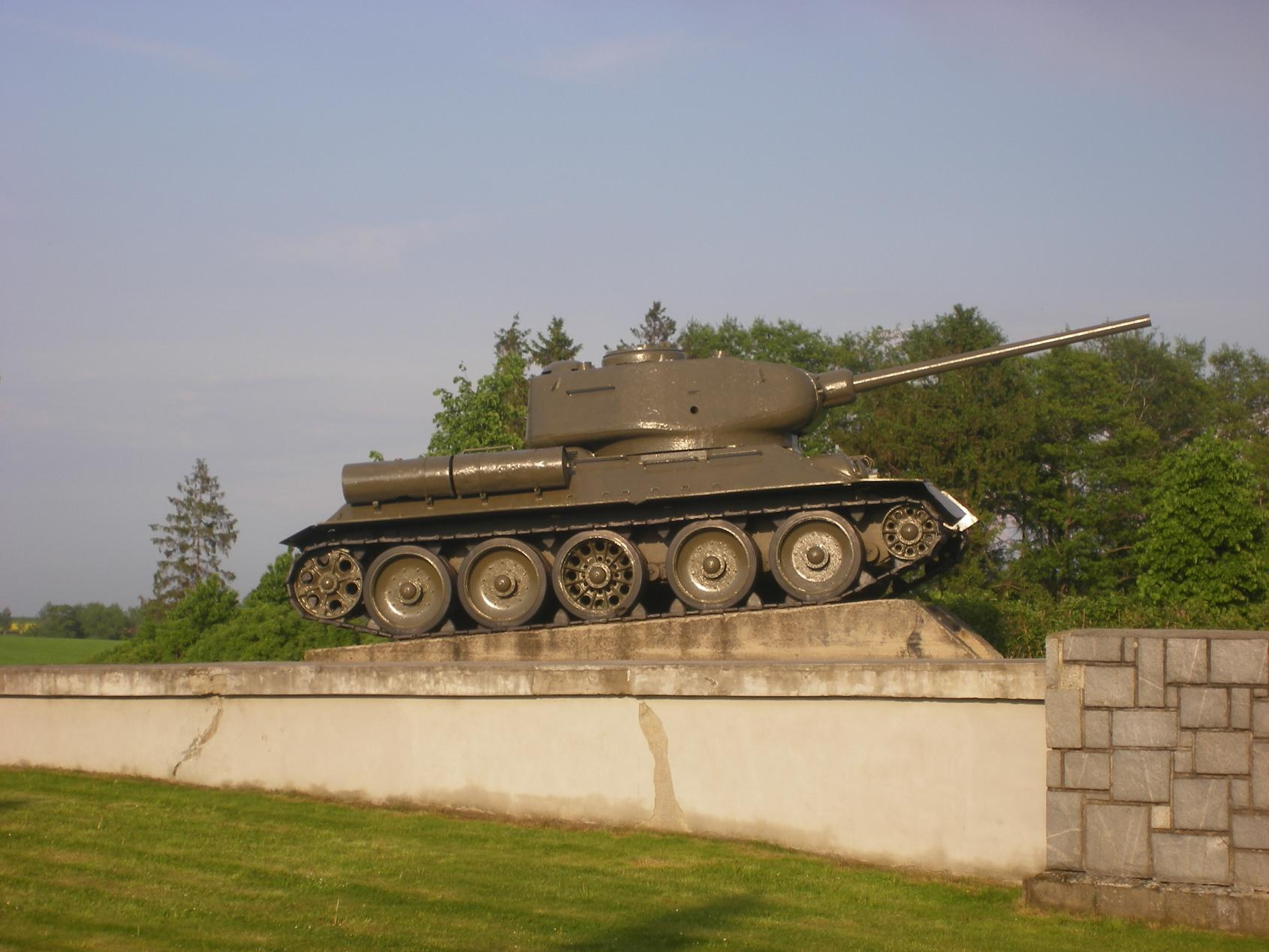
Sowjetischer T34/85-Panzer zwischen Zauditz und dem Grenzübergang

Zauditz wurde 1327 erstmals erwähnt. Zu dieser Zeit befand sich das Dorf im Besitz des Dominikanerklosters Ratibor. Das Dorf gehörte zum Herzogtum Troppau und gelangte nach dessen Teilung 1377 an das Herzogtum Jägerndorf.
Zusammen mit dem Nachbarort Thröm bildete es eine deutsche Sprachinsel, während in den anderen Ortschaften im Norden des Hultschiner Ländchens durch den Zuzug mährischsprachiger Bevölkerung eine Slawisierung erfolgte.
Seit 1533 sind für Zauditz Stadtrechte nachweisbar; es wird angenommen, dass diese bereits im 15. Jahrhundert verliehen wurden. Zauditz war ein Mediatstädtchen. Peter Oderski von Liderau, der 1571 verstarb, war der erste Grundherr, dessen Name bekannt ist. Die Besitzer des Städtchens wechselten oft. Darunter waren im 18. Jahrhundert die Freiherren von Henneberg, 1816 folgte Ludwig Freiherr von Bibran. Von 1833 bis 1839 besaß Eduard Fürst Lichnowsky Zauditz, bevor es in den Besitz des belgischen Hauses Lejeune und 1856 des Anselm Freiherr von Rothschild kam.
Nach dem Ersten Schlesischen Krieg 1742 fiel Zauditz an Preußen, wodurch es in eine Grenzlage geriet, die sich wirtschaftlich negativ auswirkte. Im 18. Jahrhundert verlor es das Stadtrecht und wurde zu Beginn des 19. Jahrhunderts vom Marktflecken zur Landgemeinde herabgestuft. Bei der preußischen Kreisreform von 1816 erfolgte die Zuordnung der Gemeinde, die zuvor dem Kreis Leobschütz angehört hatte, zum Landkreis Ratibor. 1920 kam Zauditz zur Tschechoslowakei, wodurch es weiterhin in eine Grenzlage geriet. Östlich und westlich verlief die Grenze zu Deutschland und im Norden lag nur noch Thröm.
1938 erfolgte die Rückgliederung nach Deutschland und in den Landkreis Ratibor. Nach dem Zweiten Weltkrieg wurde es 1945 der Tschechoslowakei eingegliedert.
1993 wurde mit dem Grenzübergang Sudice-Pietraszyn (Klein Peterwitz) eine Straßenverbindung ins polnische Racibórz geschaffen. 2007 wurde die Grenzübergangsstelle aufgehoben.

## Einwohnerentwicklung
1799: 767 Einwohner 

1825: 927 

1855: 1201 

1861: 1186 

1905: 1142 

1939: 869

## Partnergemeinden
- Pietrowice Wielkie, Polen

## Verweise